# Synagoga Or Tora

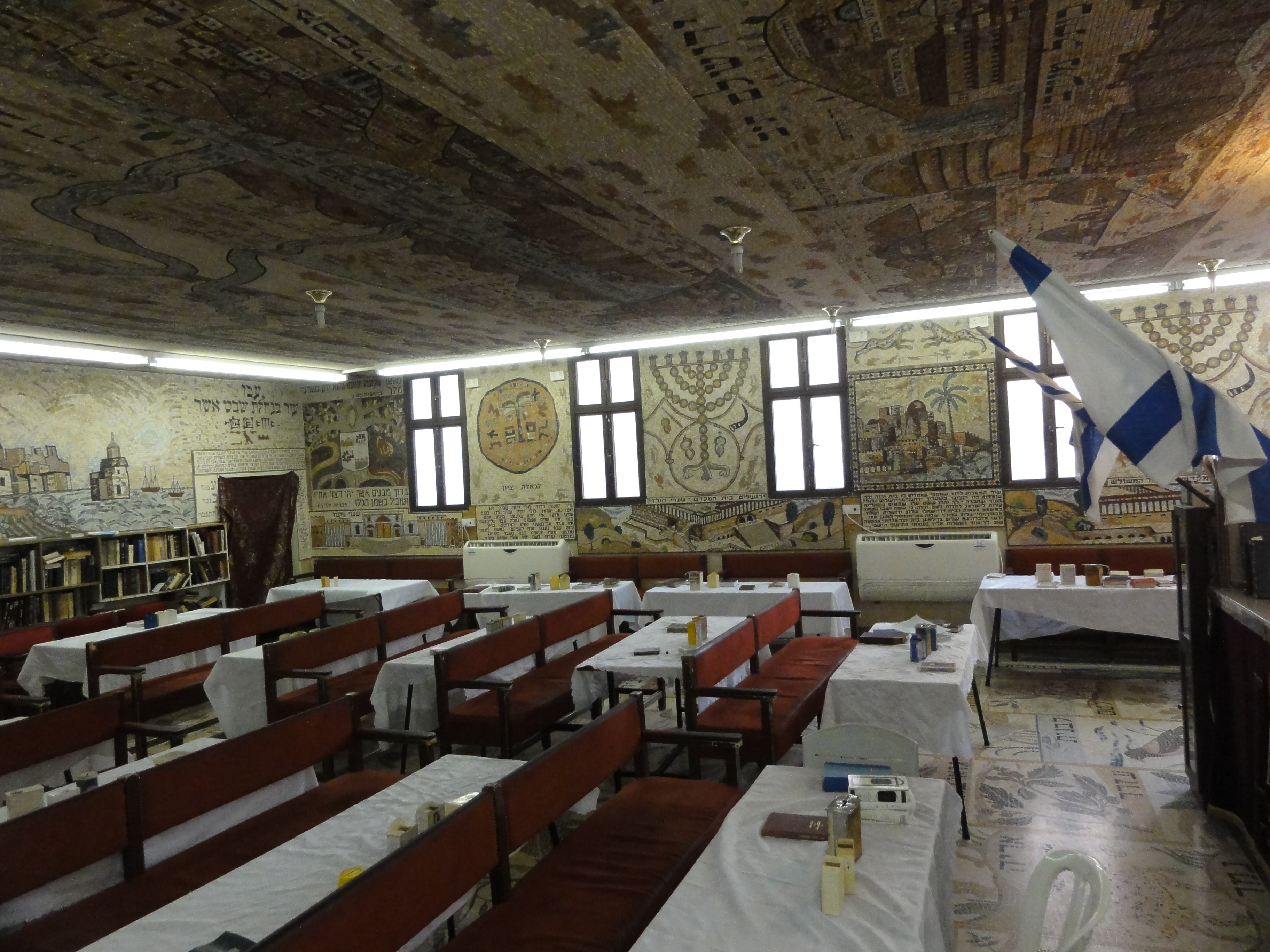
Interiér

Synagoga Or Tora (hebrejsky בית הכנסת אור תורה; fonetická transkripce Bejt ha-Kneset Or Tora) je synagoga komunity tuniských Židů v izraelském městě Akko. Stojí na 13 Kaplan Street.

## Dějiny
Po první arabsko-izraelské válce se do Izraele začalo stahovat velké množství Židů. Ve městě Akko tímto způsobem vznikla velká komunita židovských přistěhovalců z Tuniska. Jeden z nich, Cion Badašem, chtěl postavit synagogu, která by připomínala synagogu al-Gharib na Džerbě. Za tímto účelem bylo rozhodnuto v roce 1955 přebudovat tuniské komunitní centrum. Byla to čtyřpatrová budova nacházející se východně od opevněného centra města.

## Architektura
Na stavbě byla použita mozaika vyrobená v kibucu Ejlon. Mozaiky vyobrazují ptáky a zvířata, starobylé motivy judaismu, jako jsou menora či šofar. Hlavní modlitebna má sedm oltářních kabinetů na svitky. Je zakončena zdobenou kupolí. Na podlahových mozaikách jsou znamení zvěrokruhu. Budova má 140 vitrážových oken a čtyři patra. V prvním patře jsou konferenční prostory, ve druhém modlitebna, ve třetím ženská galerie a čtvrté slouží jako výstavní síň.